# Liga Luxemburguesa de Basquetebol de 2024-25
A Temporada da LBBL de 2024–25 foi a 72ª edição da competição de elite do basquetebol de Luxemburgo tendo o Amicale Steinsel de Steinsel como defensor do título luxemburguês. O maior campeão histórico da Liga de Luxemburgo é o BBC Nitia de Bettembourg com um total de dezesseis títulos, sendo todos conquistados entre 1936 e 1954.
A liga teve seu nome alterado para a temporada 2024-25 em virtude de novo contrato de patrocinador e passou a se chamar Liga ENOVOS (ENOVOS League). O contrato foi firmado com empresa Enovos Luxembourg, estratégica fornecedora de gás e eletricidade.

## Equipes participantes
|            | Clube                 | Cidade            | Arena                                   |
| ---------- | --------------------- | ----------------- | --------------------------------------- |
|            | AB Contern            | Contern           | Ginásio Esportivo "Um Ewent"            |
| Luxemburgo | Amicale Steinsel      | Steinsel          | Ginásio Poliesportivo "Alain Marchetti" |
|            | Arantia Larochette    | Larochette        | Hall sportif Centre Filano              |
| Aumento    | Avanti Mondorf        | Mondorf-les-Bains | hall sportif "Roll Delles"              |
|            | Basket Esch           | Esch-sur-Alzette  | Ginásio Poliesportivo Esch-sur-Alzette  |
|            | Etzella Ettelbruck    | Ettelbrück        | Centro Esportivo du Deich               |
|            | Mambra Mamer          | Mamer             | Campus Scolaire Capellen                |
|            | Musel Pikes           | Stadtbredimus     | Sporthal Stadbriedemes                  |
|            | Résidence Walferdange | Walferdange       | Pavilhão Esportivo                      |
|            | Sparta Bertrange      | Bertrange         | Centro Atert                            |
|            | T71 Dudelange         | Dudelange         | Salle Fos Grimler                       |
| Aumento    | US Heffingen          | Heffingen         | Hall Sportif                            |

fonte: luxembourg.basketball.com
| Aumento    | Equipes promovidas da segunda divisão na temporada anterior |
| Luxemburgo | Atual campeão de Luxemburgo                                 |
|            | Atual campeão da Copa de Luxemburgo                         |

## Temporada regular

### Tabela de classificação
| Pos. | Clube                 | J  | V  | D   | P+   | P-   | Pt. | Classificação |
| ---- | --------------------- | -- | -- | --- | ---- | ---- | --- | ------------- |
| 1    | Etzella Ettelbruck    | 22 | 20 | 2   | 2094 | 1693 | 42  | Playoffs      |
| 2    | Amicale Steinsel      | 22 | 16 | 6   | 1889 | 1653 | 38  | Playoffs      |
| 3    | T71 Dudelange         | 22 | 15 | 7   | 1993 | 1773 | 37  | Playoffs      |
| 4    | Basket Esch           | 22 | 15 | 7   | 1892 | 1733 | 37  | Playoffs      |
| 5    | Arantia Larochette    | 22 | 12 | 10  | 1919 | 1893 | 34  | Playoffs      |
| 6    | AB Contern            | 22 | 12 | 10  | 1771 | 1686 | 34  | Playoffs      |
| 7    | Sparta Bertrange      | 22 | 12 | 10  | 1827 | 1800 | 34  | Playoffs      |
| 8    | Résidence Walferdange | 22 | 10 | 12  | 1938 | 1971 | 32  | Playoffs      |
| 9    | Mambra Mamer          | 22 | 8  | 14  | 1882 | 2050 | 30  | Playouts      |
| 10   | US Heffingen          | 22 | 5  | 17  | 1667 | 1984 | 27  | Playouts      |
| 11   | Musel Pikes           | 22 | 5  | 107 | 1716 | 1974 | 27  | Playouts      |
| 12   | Avanti Mondorf        | 22 | 2  | 20  | 1653 | 2031 | 24  | Playouts      |

fonte: luxembourg.basketball.com

### Confrontos
| Casa\Visitante        | ABC     | AMI    | ARA   | AVA    | ESC     | ETZ    | MAM    | MUS    | RES     | SPA    | T71    | USH    |
| --------------------- | ------- | ------ | ----- | ------ | ------- | ------ | ------ | ------ | ------- | ------ | ------ | ------ |
| AB Contern            |         | 62-75  | 73-86 | 78-70  | 73-78   | 82-76  | 84-72  | 88-64  | 97-74   | 83-58  | 69-72  | 79-82  |
| Amicale Steinsel      | 72-77   |        | 97-85 | 77-74  | 85-69   | 100-85 | 65-74  | 101-81 | 78-70   | 87-62  | 94-86  | 93-59  |
| Arantia Larochette    | 73-69   | 70-91  |       | 105-96 | 102-108 | 90-95  | 92-83  | 80-84  | 88-92   | 94-71  | 95-83  | 100-71 |
| Avanti Mondorf        | 49-78   | 70-97  | 70-95 |        | 80-92   | 50-92  | 81-95  | 77-80  | 67-92   | 78-112 | 69-92  | 103-88 |
| Basket Esch           | 92-89   | 85-75  | 93-79 | 88-62  |         | 86-90  | 78-84  | 93-59  | 91-95   | 89-78  | 71-77  | 97-57  |
| Etzella Ettelbruck    | 94-73   | 90-84  | 90-60 | 120-77 | 88-82   |        | 102-64 | 118-72 | 92-98   | 83-69  | 93-81  | 93-83  |
| Mambra Mamer          | 106-90  | 85-103 | 86-99 | 95-84  | 83-95   | 72-108 |        | 105-95 | 104-111 | 99-102 | 82-111 | 86-75  |
| Musel Pikes           | 70-83   | 65-80  | 99-85 | 86-72  | 67-77   | 64-88  | 94-86  |        | 104-106 | 69-82  | 61-84  | 81-86  |
| Résidence Walferdange | 69-80   | 75-104 | 84-86 | 109-74 | 92-96   | 84-89  | 92-98  | 101-88 |         | 86-82  | 81-86  | 103-63 |
| Sparta Bertrange      | 83-84   | 77-66  | 97-84 | 82-79  | 75-69   | 84-86  | 83-74  | 85-83  | 96-72   |        | 77-75  | 78-85  |
| T71 Dudelange         | 106-102 | 89-74  | 79-82 | 101-85 | 68-72   | 86-94  | 124-71 | 106-75 | 104-87  | 89-87  |        | 102-75 |
| US Heffingen          | 65-78   | 63-91  | 82-89 | 77-86  | 75-91   | 69-100 | 82-78  | 91-75  | 76-82   | 86-107 | 77-92  |        |

fonte:luxembourg.basketball.com

## Playouts

### Classificação
| Pos. | Clube          | J  | V  | D  | P+  | P-  | Pt. | Classificação |
| ---- | -------------- | -- | -- | -- | --- | --- | --- | ------------- |
| 9    | Mambra Mamer   | 28 | 12 | 16 | 576 | 546 | 40  |               |
| 10   | Musel Pikes    | 28 | 8  | 20 | 489 | 470 | 36  | Repescagem    |
| 11   | US Heffingen   | 28 | 7  | 21 | 473 | 515 | 35  | Rebaixados    |
| 12   | Avanti Mondorf | 28 | 5  | 23 | 528 | 535 | 33  | Rebaixados    |

### Repescagem
| Time 1               | Série | Time 2      | 1º Jogo | 2º Jogo | 3º Jogo |
| -------------------- | ----- | ----------- | ------- | ------- | ------- |
| Black Frogs Schieren | 0 - 2 | Musel Pikes | 66 - 85 | 62 - 65 |         |

## Playoffs

### Quartas de final
| Time 1             | Série | Time 2                | 1º Jogo  | 2º Jogo | 3º Jogo |
| ------------------ | ----- | --------------------- | -------- | ------- | ------- |
| Etzella Ettelbruck | 2 - 0 | Résidence Walferdange | 101 - 78 | 95 - 89 | -       |
| Basket Esch        | 0 - 2 | Arantia Larochette    | 69 - 88  | 73 - 93 |         |
| Amicale Steinsel   | 2 - 0 | Sparta Bertrange      | 86 - 68  | 89 - 80 |         |
| T71 Dudelange      | 2 - 0 | AB Contern            | 80 - 60  | 70 - 68 |         |

### Semifinais
| Time 1             | Série | Time 2             | 1º Jogo | 2º Jogo | 3º Jogo |
| ------------------ | ----- | ------------------ | ------- | ------- | ------- |
| Etzella Ettelbruck | 2 - 0 | Arantia Larochette | 87 - 72 | 89 - 75 |         |
| Amicale Steinsel   | 1 - 2 | T71 Dudelange      | 82 - 71 | 96 - 88 | 77 - 82 |

### Finais
| Time 1             | Série | Time 2        | 1º Jogo | 2º Jogo | 3º Jogo | 4º Jogo | 5º Jogo |
| ------------------ | ----- | ------------- | ------- | ------- | ------- | ------- | ------- |
| Etzella Ettelbruck | 3 - 0 | T71 Dudelange | 97 - 71 | 92 - 86 | 87 - 80 | -       | -       |

### Premiação
| Liga Enovos de 2024-25                  |
| Luxemburgo                              |
| --------------------------------------- |
| Campeão Etzella Ettelbruck (16° título) |